# ريتشارد كراوزيك
ريتشارد كراوزيك (بالبولندية: Richard Krawczyk؛ بالفرنسية: Richard Krawczyk) هو لاعب كرة قدم فرنسي وبولندي، ولد في 24 مايو 1947 في إيكس نوليتي في فرنسا. شارك مع منتخب فرنسا لكرة القدم. أما مع النوادي، فقد لعب مع ستاد ريمس ونادي لانس ونادي ميتز.

## مسيرته الكروية
لعب ريتشارد كراوزيك خلال مسيرته الاحترافية مع 4 أندية في ثمانية عشر موسمًا وسجل خلالها 41 هدفًا ضمن 480 مباراة. ولم يفز بأي موسم بالكأس أو بالدوري.
خاض ريتشارد كراوزيك مسيرته مع نادي لانس في موسم 1963–64 في المرة الأولى ليلعب معه خمسة مواسم ثم في موسم 1976–77 واستمر معه طيلة ثلاثة مواسم، مشاركًا طوالها في 216 مباراة سجل خلالها 23 هدفًا. ثم انتقل إلى نادي ميتز في موسم 1968–69 ولمدة موسمين، حيث شارك في 49 مباراة سجل خلالها 4 أهداف. لينتقل بعدها إلى نادي ستاد ريمس في موسم 1970–71 ليلعب معه ستة مواسم، مشاركًا في 175 مباراة سجل خلالها 8 أهداف. ثم انتقل إلى نوكس ليه مينيس ‏ في موسم 1979–80 ولمدة موسمين، مشاركًا في 40 مباراة سجل خلالها 6 أهداف.

## وصلات خارجية
- ريتشارد كراوزيك على موقع قاعدة بيانات كرة القدم.إي يو (الإنجليزية)
- ريتشارد كراوزيك على موقع ناشيونال فوتبول تيمز (الإنجليزية)
- ريتشارد كراوزيك على موقع Soccerway.com (الإنجليزية)
- ريتشارد كراوزيك على موقع عالم كرة القدم.نت (الإنجليزية)